# Microgaster berberidis
Microgaster berberidis är en stekelart som beskrevs av Rudow 1910. Microgaster berberidis ingår i släktet Microgaster och familjen bracksteklar. Inga underarter finns listade i Catalogue of Life.